# Dębicki Hrabia

Herb według oryginalnego nadania

Dębicki Hrabia − polski herb szlachecki, hrabiowska odmiana herbu Gryf.

## Opis herbu
Opisy z wykorzystaniem klasycznych zasad blazonowania:
W polu czerwonym gryf srebrny o uzbrojeniu złotym ii języku czerwonym. Nad tarczą korona hrabiowska, a nad nią hełm w koronie, z którego klejnot: pół gryfa jak w godle, z prawej mającego róg czerwony, wylotem, o skraju złotym w prawo i ku górze. Labry czerwone podbite srebrem.

## Najwcześniejsze wzmianki
Nadany 25 listopada 1790 Ludwikowi Jaxa von Dębica-Dębickiemu z galicyjskim tytułem hrabiowskim i predykatem hoch- und wohlgeboren (wysoko urodzony i wielmożny). Podstawą nadania miało być posiadanie tytułu w czasach polskich (rzekomo wynikać to miało z korespondencji z królem Zygmuntem III), wywód szlachectwa przed komisją magnatów oraz oddanie dworowi cesarskiemu.

## Herbowni
graf Jaxa von Dębica-Dębicki.